# Zorka maculata
Zorka maculata är en insektsart som beskrevs av Chiang, Hsu och Knight 1989. Zorka maculata ingår i släktet Zorka och familjen dvärgstritar.
Artens utbredningsområde är Taiwan. Inga underarter finns listade i Catalogue of Life.